# 亀山つとむのサタスポ!
亀山つとむのサタスポ!（かめやまつとむのサタスポ）は、2004年度から2006年度までの年度下半期（10月-3月）の毎週土曜日に放送された毎日放送ラジオ（MBSラジオ）のスポーツ番組である。

## 概要
この番組は、2004・2005年度は「亀スポ!」として18:00-18:30に放送された。亀山つとむと水野麗奈が関西を中心に活躍するスポーツ選手たちにスポットを当ててインタビューをしていた番組だった。
2006年度は18:00-19:30の90分に拡大し、タイトルを変更、またMBSアナウンサーの近藤亨もレギュラーに加わる。これまでのインタビューコーナーに加え、土曜日のスポーツニュースなども交えてより一層充実した番組を目指す。
2006年度の放送をもって、放送終了。スポーツ番組は、上泉雄一の日曜スポーツ宣言!(2007年度上半期)→MBSどっと!アナ土曜日・INO-KONボンバイエ（2007・2008年度下半期）に受け継がれた。
亀山つとむは、阪神タイガースOBであるが、この番組では、タイガース関連の話題はあまり出さない。